# Reprezentacja Monako w rugby union mężczyzn
Reprezentacja Monako w rugby  jest drużyną reprezentującą Monako w międzynarodowych turniejach. Drużyna występowała w Dywizji 3D Pucharu Narodów Europy, jednak po jego reorganizacji w 2010 roku nie przystąpiła do rozgrywek.

## Puchar Świata w Rugby
- 1987-2007 nie zakwalifikowała się